# Техничка школа „Бошко Крстић” Бојник
Техничка школа Бошко Крстић је средња школа која се налази у Бојнику.

## Историјат школе
Средња школа у Бојнику почела је самостално са радом 1979. године, након што је две године функционисала као истурено одељење Техничке школе из Лесковца.
У првим годинама свога постојања школа је образовала ученике за различита занимања из области пољопривредне, металске и економске струке. Уписивали су се следећи образовни профили:
1. Економски техничар (30 ученика, 4 године)
2. Финансијски техничар (30 ученика, 4 године)
3. Пољопривредни техничар (30 ученика, 4 године)
4. Аутомеханичар (15 ученика, 3 године)- више не постоји
5. Бравар (15 ученика, 3 године)- више не постоји

Поред редовне наставе, школа организује и консултације и полагање испита за ванредне ученике за сва наведена занимања.
Техничка школа смештена је у самом центру Бојника, у улици Стојана Љубића бр. 2. Варош Бојник представља привредни, административни и културни центар Пусторечког краја. Налази се на југу Србије, удаљена 20 km од Лесковца.

## Просторије и опремљеност
Зграда школе поседује одговарајуће капацитете који омогућавају квалитетно извођење редовне (и практичне) наставе. Школска библиотека располаже фондом од преко 2000 наслова из области стручне литературе, школске лектире и уџбеника. Два кабинета информатике опремљена су савременим рачунарима (набављеним 2011. године) и сталном широкопојасном везом према Интернету. Фискултурна сала реновирана је 2011. године и налази се у склопу школе, а у непосредној близини су и отворени спортски терени за кошарку, рукомет и одбојку. У саставу школе ради и здравствена амбуланта у којој се ученицима пружају стоматолошке и друге здравствене услуге. 
Школа поседује и пољопривредну економију велике површине са засадима разних култура и свим неопходним пољопривредним машинама и алатима којима се у потпуности остварује практична и огледна настава за ученике пољопривредне струке. 

## Успех ученика
Ученици школе постизали су ранијих година запажене резултате на такмичењима из стручних и општеобразовних предмета, о чему сведоче бројна признања и награде изложени у просторијама школске библиотеке. Поред извођења редовне наставе, професори школе активно унапређују своја знања и вештине учешћем на различитим стручним семинарима и праћењем савремених достигнућа у својим специјалистичким областима. У оквиру школе делује неколико секција којима се реализују ваннаставне активности за заинтересоване ученике. Права ученика штите се кроз делатност Ђачког парламента који чине изабрани представници из свих разреда и одељења. Парламент чине по два представника сваког одељења у школи. Чланове парламента бирају ученици одељенске заједнице сваке школске године. Чланови парламента бирају Председника. Програм рада парламента саставни је део годишњег плана рада школе. Ученички парламенти школа могу да се удруже у заједницу ученичких парламената. Редовно се организују спортска такмичења, приредбе, квизови, и друге забавне активности. Ученици школе активно учествују у свим спортским, културним и другим јавним манифестацијама у Бојнику и околини. 

### Прваци Србије у малом фудбалу
Екипа предвођена професором Мирославом Панићем убедљиво је тријумфовала на финалном такмичењу републичког првенства у малом фудбалу одржаном у Караташу код Кладова 13. и 14. априла 2011. године. На овај начин, ова златна генерација попела се за степеницу више и остварила успех у односу на претходну годину, када су и заузели друго место. Овај специјал је прича о њиховом златном путу до највећег спортског успеха у историји наше школе.

### Квиз знања "Ко зна више"
Дана 24. децембра 2012. године, у склопу прославе Дана школе, организован је традиционални квиз за ученике школе под називом "Ко зна више". Екипе састављене од по три представника из сваког одељења такмичиле су се у одговорима на питања из опште културе. Победницима квиза похвалнице је уручио професор Никола Петковић, који је припремио и организовао квиз.

## Настава
Техничка школа "Бошко Крстић" из Бојника представља своју платформу за учење на даљину. На овој платформи сви заинтересовани корисници могу прегледати и похађати електронске курсеве које припремају професори ове школе. Платформа је заснована на Мудл систему за подршку електронском учењу и може јој се приступити на адреси https://web.archive.org/web/20161021033150/http://moodle.tesbo.edu.rs/

## Галерија
- Изглед учионице- унутрашњост
- Зграда школе
- Изглед учионице